# Луций Титий
Луций Титий (на латински: Lucius Titius) е римлянин от късната Римска република през 1 век пр.н.е.
Произлиза от римската благородническа фамилия Титии. Той е зет на Луций Мунаций Планк (консул 42 пр.н.е.) и роднина на Публий Титий (народен трибун 43 пр.н.е.).
През 43 пр.н.е. Луций Титий е проскрипиран.
Луций Титий се жени за Мунация и е баща на Марк Титий (суфектконсул 31 пр.н.е.).